# Карл Юний
Карл Юний (фр. Charles le Jeune, нім. Karl der Jüngere, бл. 772 — 4 грудня 811) — король франків, другий син Карла Великого і перший від Гільдегарди з Вінцгау. При розподілі імперії між синами за франкським звичаєм Карл Великий віддав Карлу Юному Австразію та Нейстрію, давні франкські землі. Однак, Карл Великий пережив свого сина, а тому цей поділ був лише формальним. 
Карла Юного було висвячено королем франків 800 року, одночасно з висвяченням Карла Великого Римським імператором. При правлінні батька Карлу була доручена границя з Бретанню. Він також брав участь у Саксонських війнах.